# Mazańczyce
Mazańczyce [mazaɲˈt͡ʂɨt͡sɛ] (tiếng Đức: Neu Ziegenort) là một khu định cư ở khu hành chính của Cảnh sát Gmina, thuộc Hạt Cảnh sát, West Pomeranian Voivodeship, ở phía tây bắc Ba Lan, gần biên giới Đức. Nó nằm khoảng 13 kilômét (8 mi) phía bắc của Cảnh sát và 26 km (16 mi) phía bắc thủ đô khu vực Szczecin.
Trước năm 1945, khu vực này là một phần của Đức. Đối với lịch sử của khu vực, xem Lịch sử của Pomerania.
Khu định cư có dân số 6 người.